# Julia Taubitz
Julia Taubitz, née le 1er mars 1996 à Annaberg-Buchholz, est une lugeuse allemande. Elle fait ses débuts en Coupe du monde de luge lors de la saison 2015-2016

## Palmarès

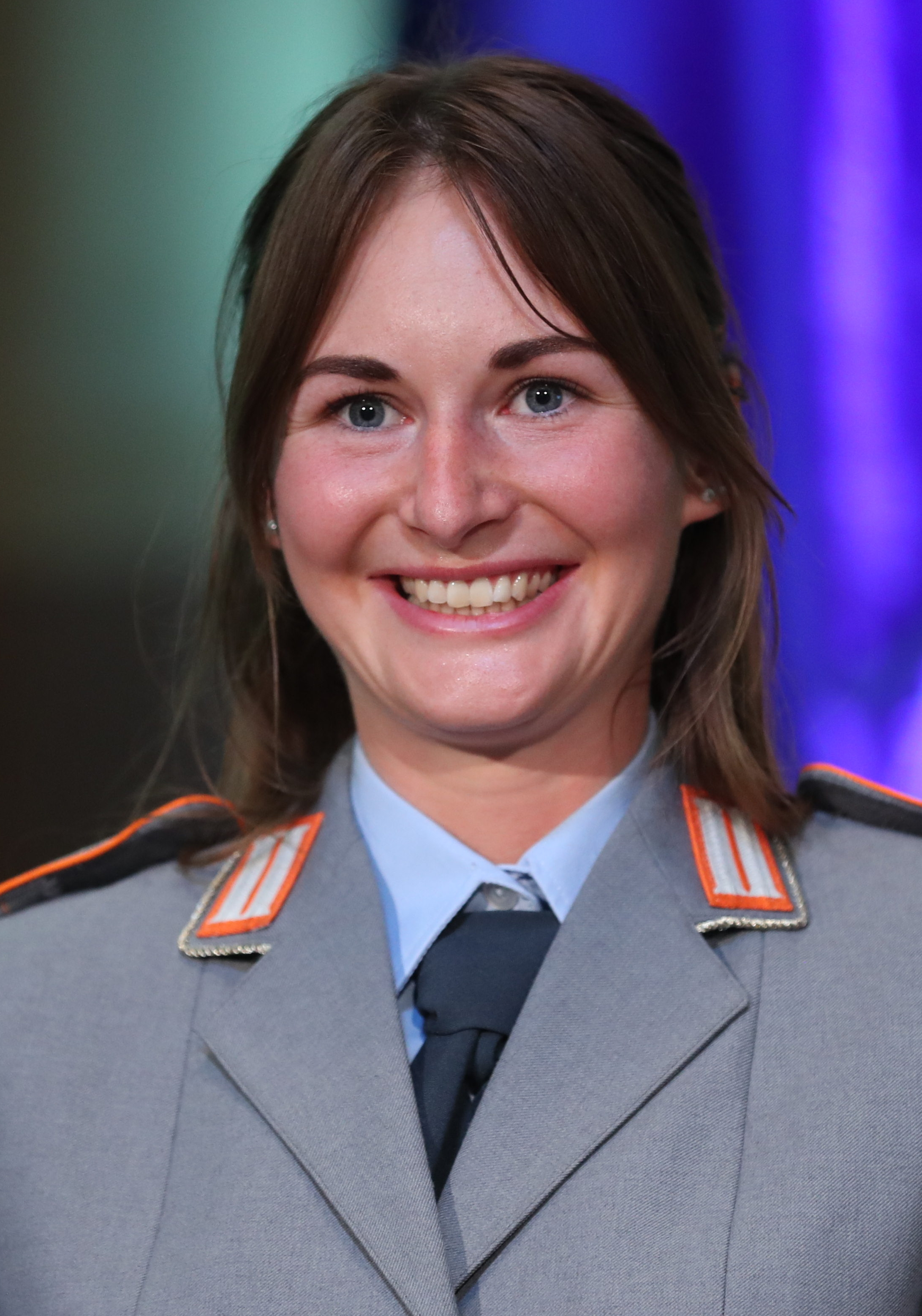
Julia Taubitz reçue par Michael Kretschmer à la suite des Jeux olympiques d'hiver de 2022.

### Championnats du monde de luge
- Médaille d'or en relais en 2020, 2024  et 2025.
- Médaille d'or en simple en 2021 et 2025..
- Médaille d'or en sprint en 2021 et 2024.
- médaille d'or en simple mixte en 2025.
- Médaille d'argent en simple en 2019, 2020, 2023 et 2024.
- Médaille d'argent en sprint en 2019 et 2023.
- Médaille d'argent en relais en 2021.

### Coupe du monde
- 5 gros globe de cristal en individuel : 2020, 2022, 2023, 2024 et 2025.
- 7 petits globe de cristal en individuel : 
  - Vainqueur du classement sprint en 2020, 2021, 2022, 2023 et 2024.
  - Vainqueur du classement classique en 2023 et 2024.
- 64 podiums individuels : 
  - en simple : 19 victoires, 18 deuxièmes places et 11 troisièmes places.
  - en sprint : 11 victoires, 3 deuxièmes places et 2 troisièmes places.
- 3 podiums en simple mixte : 1 victoire, 1 deuxième place et 1 troisième place.
- 15 podiums en relais : 7 victoires, 7 deuxièmes places et 1 troisième place.

### Championnats d'Europe
- Médaille d'or en individuel en 2025.